# مسجد سابورو
مسجد سابورو أو جمعية أوكايدو الإسلامية يقع المسجد والجمعية في مدينة سابورو التابعة لمحافظة هوكايدو في اليابان.

## التاريخ
مدينة سابورو هي المكان الذي يقع فيها جمعية أوكايدو الإسلامية (HIS)، وهي مدينة هوكايدو الرئيسية والتي يبلغ عدد سكانها حوالي 1،800،000 ويبلغ عدد المسلمين فيها حوالي 200 مسلمي ومعظمهم من مختلف الدول الأجنبية، جمعية أوكايدو الإسلامية هي منظمة غير سياسية تتمسك بتعاليم الإسلام في حدود القانون اليابان، تأسست الجمعية في شهر أغسطس من عام 1992 من قبل المسلمين الذين كانوا يقيمون في أوكايدو، ثم بعد انشائها قامت الجمعية باتخاذ تدابير مختلفة لتحقيق هدفها لتعزيز المجتمع الإسلامي وبناء مسجد لهذا المجتمع، في بلد لديه معرفة قليلة أو معدومة عن الإسلام.

## المسجد
تقريبا في كل أسبوع هناك بعض المنظمات التي تجمع العديد من الطلاب من بلدان مختلفة يعيشون في مدينة سابورو تجتمع في مسجد سابورو، هناك نوعين من النشاط الروتيني الذي يقتم دائما كل أسبوع وهي : فصول دراسية لدراسة القرآن الكريم للأطفال الذين يرغبون بالدراسة حول القرآن الكريم وكيفية قرائته في كل يوم سبت بعد صلاة الظهر، النشاط الثاني هو الاجتماعات والنقاش حول الإسلام بعد كل صلاة الجمعة، مع العلم أنه ليس هناك أي قاعة أو مسجد تؤدى فيه الصلاة يمكنك العثور عليه في مديتة سابورو غير مسجد سابورو.

## وصلات خارجية
- الوقع الرسمي لمسجد سابورو